# Daniel Rey
Daniel Rey, pseudonimo di Daniel Rabinowitz (New York, ...), è un compositore, produttore discografico e chitarrista statunitense, conosciuto per essere stato membro dei Ramones.

## Biografia
Negli anni 2010 Rey ha suonato con i Martinets.
È apparso al concerto di tributo per il trentesimo anniversario della fondazione dei Ramones (immortalato nel film-documentario Too Tough to Die: a Tribute to Johnny Ramone) insieme a C.J. Ramone, Marky Ramone, Steve Jones dei Sex Pistols, Eddie Vedder dei Pearl Jam, Brett Gurewitz dei Bad Religion, Pete Yorn e altri ancora, suonando la chitarra in molte canzoni dei Ramones (tra cui Blitzkrieg Bop, Sheena Is a Punk Rocker e Wart Hog).

## Discografia
- 1987 - Ramones - Halfway to Sanity
- 1988 - Gang Green - I81B4U
- 1988 - Circus of Power - Circus of Power
- 1988 - Adrenalin O.D. - Cruising with Elvis in Bigfoot's UFO
- 1989 - Ramones - Brain Drain
- 1989 - Dee Dee King - Standing in the Spotlight
- 1989 - White Zombie - God of Thunder
- 1990 - Circus of Power - Vices
- 1990 - Rhino Bucket - Rhino Bucket
- 1991 - Raging Slab - Raging Slab
- 1993 - Doughboys - Crush
- 1994 - King Missile - King Missile
- 1995 - Ramones - ¡Adios Amigos!
- 1995 - Richard Hell - Go Now
- 1996 - Murphy's Law - Dedicated
- 1996 - Doughboys - Turn Me On
- 1997 - Dee Dee Ramone - Zonked
- 1997 - Misfits - American Psycho
- 1998 - Blanks 77 - C.B.H.
- 1999 - Pist.On - $ell.Out
- 1999 - Misfits - Famous Monsters
- 2000 - Gluecifer - Tender is The Savage
- 2002 - The Exit - New Beat
- 2002 - Joey Ramone - Don't Worry About Me
- 2002 - Joey Ramone - Christmas Spirit...In My House
- 2005 - Nashville Pussy - Get Some
- 2007 - Bad Chopper - Bad Chopper
- 2008 - Teenage Head - Teenage Head with Marky Ramone